# Stazione di Siponto
Stazione di Siponto vasútállomás Olaszországban, Puglia régióban, Siponto településen.

## Vasútvonalak
Az állomást az alábbi vasútvonalak érintik:
- Foggia-Manfredonia-vasútvonal

## Kapcsolódó állomások
A vasútállomáshoz az alábbi állomások vannak a legközelebb: 
- Stazione di Manfredonia
- Manfredonia Ovest railway halt